# هيرمان راب
هيرمان راب (1907 - تاريخ الوفاة غير معلوم) لاعب كرة قدم أمريكي الجنسية ذو أصول ألمانية راحل كان يجيد اللعب في خط الدفاع.
لعب طوال مسيرته الرياضية في أندية تشوابين وفيلاديلفيا جيرمان أميريكانز.
شارك مع منتخب الولايات المتحدة في بطولة كأس العالم 1934 في إيطاليا حيث خرج من الدور الثمن النهائي.

## وصلات خارجية
- هيرمان راب على موقع Soccerway.com (الإنجليزية)
- هيرمان راب على موقع عالم كرة القدم.نت (الإنجليزية)

- هذا سيرة ذاتية